# Sylvain André
Sylvain André (Cavaillon, 14 de outubro de 1992) é um desportista francês que compete no ciclismo na modalidade de BMX.
Ganhou seis medalhas no Campeonato Mundial de Ciclismo BMX entre os anos 2012 e 2021, e três medalhas de bronze no Campeonato Europeu de Ciclismo BMX entre os anos 2016 e 2018.
Participou nos Jogos Olímpicos de Verão de 2020, ocupando o quarto lugar na corrida masculina.

## Palmarés internacional
| Campeonato Mundial | Campeonato Mundial       | Campeonato Mundial | Campeonato Mundial |
| Ano                | Lugar                    | Medalha            | Competição         |
| ------------------ | ------------------------ | ------------------ | ------------------ |
| 2012               | Birmingham Reino Unido   | Medalha de bronze  | Contrarrelógio     |
| 2013               | Auckland Nova Zelândia   | Medalha de bronze  | Contrarrelógio     |
| 2017               | Rock Hill Estados Unidos | Medalha de prata   | Corrida            |
| 2018               | Baku Azerbaijão          | Medalha de ouro    | Corrida            |
| 2019               | Heusden-Zolder Bélgica   | Medalha de bronze  | Corrida            |
| 2021               | Papendal Países Baixos   | Medalha de prata   | Corrida            |
| Campeonato Europeu |                          |                    |                    |
| Ano                | Lugar                    | Medalha            | Competição         |
| 2016               | Verona Itália            | Medalha de bronze  | Corrida            |
| 2017               | Bordéus França           | Medalha de bronze  | Corrida            |
| 2018               | Glasgow Reino Unido      | Medalha de bronze  | Corrida            |